# Mount Payne, British Columbia
Mount Payne är ett berg i Kanada.   Det ligger i provinsen British Columbia, i den södra delen av landet, 3 400 km väster om huvudstaden Ottawa. Toppen på Mount Payne är 2 468 meter över havet.
Terrängen runt Mount Payne är huvudsakligen bergig. Trakten runt Mount Payne är nära nog obefolkad, med mindre än två invånare per kvadratkilometer.. Det finns inga samhällen i närheten. 
I omgivningarna runt Mount Payne växer i huvudsak barrskog.